# Dryophylax ramonriveroi
Dryophylax ramonriveroi — вид змій родини полозових (Colubridae). Мешкає в Південній Америці.

## Поширення і екологія
Dryophylax ramonriveroi мешкають на півночі Бразилії (Пара, Рорайма), у Венесуелі, Гаяні, Суринамі і Французькій Гвіані. Вони живуть у вологих рівнинних і гірських тропічних лісах, на висоті до 2150 м над рівнем моря. Живляться амфібіями і ящірками, є живородними.